# Sebastiaan Bowier
Jonkheer Sebastiaan Bowier, né à Rotterdam le 23 août 1987, est un cycliste néerlandais.
En septembre 2013, il atteint une vitesse de 133,78 km/h sur un véhicule à propulsion humaine, battant le précédent record du monde.

## Human Power Team
Bowier est membre de l'équipe Human Power Team depuis 2011. Cette année-là, il remporte la course de Battle Mountain au Nevada et bat les records de vitesse européens et néerlandais avec une vitesse de 129 km/h, mais pas le record du monde. Il est le cycliste le plus rapide de la sélection lors de cette épreuve pour la deuxième année consécutive.

## Tentative de record
Le 15 septembre 2013, Bowier bat de 0,6 km/h le record de l'Association internationale des véhicules à propulsion humaine (en) (IHPVA, International Human Powered Vehicle Association), précédemment établi par le canadien Sam Whittingham en 2009. Il atteint la vitesse de 133,78 km/h sur un tronçon de route de 200 mètres à Battle Mountain sur le vélo couché nommé VeloX3, conçu par des étudiants de l'Université de technologie de Delft et de l'Université libre d'Amsterdam. Cinq kilomètres d'essais ont été nécessaires avant de pouvoir battre le record.

## Véhicule
Le VeloX3 utilisé a une coque en fibre de carbone profilé couvert avec le même type de revêtement que celui des voitures de Formule 1. Il produit environ un dixième de la traînée d'un vélo conventionnel et utilise une caméra pour sa conduite. On a constaté que pédaler trop fort conduit à une déformation de la coque, une nouvelle coque provenant des prototypes a dû être utilisée pour le record [réf. obsolète].

## Entraînement
Bowier s'est entraîné durant quinze à vingt heures par semaine pendant un an, avec un régime alimentaire prescrit par des étudiants en science du mouvement humain de l'Université libre d'Amsterdam.

## Vie privée
Sebastian a commencé à rouler sur un vieux vélo couché de son père. Il pratique aussi le vélo de course, la planche à voile et le buggy. Il travaille pour le fabricant d'équipements pour vélos BBB en tant que concepteur de produit.